# Scarites buparius
Scarites buparius ist ein Käfer aus der Familie der Laufkäfer und der Unterfamilie Scaritinae.  Die Gattung Scarites ist in Europa mit acht Arten in zwei Untergattungen vertreten, in Mitteleuropa findet man nur die Art Scarites terricola. Im Catalogue of life werden 190 lebende Arten gelistet, die auf vier Untergattungen verteilt sind. Scarites buparius gehört zur Untergattung Scallophorites und kommt in Südeuropa und in Nordafrika vor.

## Bemerkung zum Namen und Synonymen
Der Käfer wird erstmals 1771 von  Forster unter dem Namen Tenebrio buparius aus Spanien in lateinischer Sprache beschrieben. Forster selbst erklärt den Artnamen buparius als von altgriechisch  βου (bu-, Ochse) und παρειά (pareia, Wange) abgeleitet, und er überträgt es mit maxillosum ins Lateinische. Die Beschreibung des Käfers enthält den Satzteil maxillis validis, dentatis, longitudine capitis was mit mit mächtigen, gezähnten Oberkiefern von Kopfeslänge zu übersetzen ist (Maxilla bedeutet bei Forster nicht wie in der heutigen Entomologie den Unterkiefer, sondern die Oberkiefer). Damit benennt Forster den Käfer nach dessen auffälligstem Merkmal, das er auch in den Mittelpunkt der Kurzbeschreibung des Käfers stellt: die mächtigen Mandibeln.
Der Name der von Fabricius 1775 aufgestellten Gattung Scarītes ist von altgr. „σκαρίτης (skarítes) ein dem Meerfische σκάρος (skáros) an Farbe ähnelnder Stein“ abgeleitet. Fabricius erwähnt jedoch 1775 unter den Arten der Gattung Scarites 1775 den von Forster beschriebenen Käfer noch nicht. In einem sechs Jahre später erschienenen Buch von Fabricius, wird Scarites buparius aufgeführt, allerdings unter dem Namen Scarites gigas. Aufgrund der größeren Bekanntheit von Fabricius ist der Artname gigas lange Zeit viel geläufiger als buparius.  In der 13. Auflage von Linnés Systema naturae übernimmt Gmelin für den Käfer den von Fabricius vergebenen Namen, allerdings in der falschen Form Scarites giganteus. Spätere Autoren führen dann Scarites buparius, Scarites gigas und Scarites giganteus als Synonyme.
Bonelli trennt 1813 eine Art Scarites pyracmon von Scarytes gygas ab, wobei er die afrikanischen Populationen mit Scarites gygas bezeichnet, die europäischen als Scarites pyracmon synonym zu Scarites gigas. Heute gilt S. pyracmon ebenfalls als Synonym zu Scarites buparius.
In Brehms Tierleben wird  Scarites buparius mit dem deutschen Namen „Riesen - Fingerkäfer“ belegt.

## Merkmale des Käfers
| | |
| Abb. 1: Käfer von oben, der Seite, vorn und unten | |
| | |
| Abb. 2: Fühler, 2, 5, 11: Nummer des Fühlerglieds a: Länge des 2. Gliedes zum Vergleich mit den beiden letzten Gliedern; 1. Glied unvollständig                 | |
| | |
| Abb. 3: Kopf von unten hälftig teilweise getönt; gelb: äußerer Kiefertaster grün: innerer Kiefertaster blau: Lippentaster pink: Kinn Pfeil: Längskiel des Kinns | Abb. 4: Kopf Aufsicht hälftig teils getönt; pink: Oberlippe blau: Auge gelb: Querlinie grau: Stirnfurche Pfeil: Supraorbitalborste |
| | |
| Abb. 5: Kopf von der Seite oben mit Fühler, unten ohne grün: Oberkiefer blau: Auge gelb: Fühler Pfeil: Supraorbitalborste pink: Fühlerrinne                     | Abb. 6: Schema der Oberkiefer (Zangen, Mandibeln) bei Männchen (oben) und Weibchen (unten) in Aufsicht nach Alessandrini           |
| | |
| Abb. 7: Schienen von oben A: des Vorderbeins B: am mittleren Bein C: am Hinterbein jeweils rechtes Bein                                                         | Abb. 8: Ausschnitt der rechten Körperhälfte gelber Pfeil: Hinter- ecke des Halsschilds grüner Pfeil: Schulter                      |
| | |
| Abb. 9: Punktstreifen bei drei verschiedenen Flügel- decken, Pfeil auf Porenpunkt mit Borste                                                                    | |

Der vierundzwanzig bis achtunddreißig Millimeter lange Käfer ist oberseits und unterseits glänzend schwarz, nur die Flügeldecken sind etwas matter glänzend.
Der Kopf ist besonders beim Männchen sehr groß und annähernd rechteckig. Er hat in beiden Geschlechtern vorn längs verlaufende, geschlängelte Runzeln, eine quer liegende  Vertiefung in Form einer weitgehend aufgebogenen Heftklammer (in Abb. 4 gelb) und darin mündend zwei zueinander annähernd parallele Längsrinnen (Stirnfurchen, in  Abb. 4 grau), die in Höhe der Augen auslaufen. Nach hinten wird der Kopf zunehmend glatt. Die Augen sind klein (in Abb. 4 und 5 blau). Die elfgliedrigen Fühler (Abb. 2) sind gekniet, das lange Basisglied kann in eine Rinne unter den Augen (in Abb. 5 unten lila) eingelegt werden. Die Fühler sind etwas kürzer als der Kopf einschließlich der Mandibeln. Ab dem 5. Fühlerglied sind die Fühler behaart. Ab dem 2. Glied sind die Fühlerglieder fast gleich lang, das zweite das längste, das Endglied ist länger als das vorletzte (in Abb. 2 Vergleichsstrecke a). Auf jeder Seite befindet sich über dem Auge nur eine Supraorbitalborste (Pfeilspitze in Abb. 4 und 5). Die Mandibeln sind fast so lang wie der Kopf, auf der Oberseite schräg streifig gerunzelt, längs des Außenrandes gefurcht und innen zweizähnig. Die Zähne der Gegenseite sind versetzt, so dass die Zähne beim Schließen der Oberkiefer ineinandergreifen, während die Mandibelspitzen überlappen (Abb. 4). Die Mandibeln der beiden Geschlechter unterscheiden sich, eine Gegenüberstellung zeigt Abb. 6. Die Oberlippe (in Abb. 4 pink) ist sehr schmal, sehr kurz und viel breiter als lang, ihr Vorderrand ist dreilappig. Das Endglied der äußeren, viergliedrigen, stumpf abgestutzten Kiefertaster (in Abb. 3 gelb) ist schlank keulenförmig. Das breite Kinn (in Abb. 3 pink) überdeckt die Wurzeln der Maxillen und die Zunge. Seine Mittellinie ist gekielt, in der vorderen Hälfte scharfkantig. Der Kiel durchläuft vorn einen dreilappigen Mittelzahn (Pfeilspitze in Abb. 3), der die Seitenlappen des Kinns nur sehr wenig überragt. Die Zunge ist breit und kurz, in der Mitte zahnartig vorgezogen und mit zwei Borsten besetzt. Die schmalen Nebenzungen überragen die Zunge und sind auf der Innenseite beborstet. Das Endglied der zweigliedrigen Lippentaster (in Abb. 3 blau) ist an der Spitze gerundet abgestutzt und kürzer als das Basisglied, das auf der Innenseite wie eine Reuse beborstet ist.
Der Halsschild ist breiter als der Kopf, kurz, doppelt so breit wie lang und hat annähernd die Form eines Halbmonds. Am Vorderrand ist er breit bogenförmig ausgeschnitten. Der Seitenrand ist breit abgesetzt. An der Basis ist er stark verjüngt, die Hinterecken stehen zahnförmig vor (in Abb. 8 gelbe Pfeilspitze). Er hat eine deutliche Längslinie und nahe hinter dem Vorderrand parallel zu diesem eine Querlinie.
Die Flügeldecken sind an der Basis nach hinten fliehend abgestutzt, mit deutlich zahnförmig vorspringenden Schultern (in Abb. 8 grüne Pfeilspitze). Hinter den Schultern verlaufen die Flügeldecken fast parallel, sich nur wenig verbreiternd. Hinten sind die Flügeldecken gemeinsam breit abgerundet. Jede Flügeldecke ist weniger als doppelt so lang wie breit. Die sieben Punktstreifen sind sehr fein und unauffällig, sie können auch ganz fehlen. Im dritten Intervall liegen im letzten Drittel drei Porenpunkte, der hinterste bereits nahe dem Flügeldeckenrand und undeutlich, deswegen werden in der Literatur gelegentlich nur zwei Porenpunkte erwähnt, nach anderen Quellen variiert die Anzahl der Porenpunkte (in Abb. 9 rechts Pfeilspitze auf den vordersten Porenpunkt der rechten Flügeldecke, die Borstenpunkte sind auch in den oberen Bildern von Abb. 1 zu erkennen). Vor dem aufgeworfenen Seitenrand sind die Flügeldecken dicht gekörnt. Hautflügel fehlen.
Die Vorderschienen (Abb. 7A) sind außen dreizähnig, nach dem dritten Zahn folgen mehrere sehr kleine Zähnchen (Pfeilspitze in Abb. 7A). Auf der Innenseite befindet sich über der Putzscharte (links vor dem unteren Dorn) nur eine Reihe von Porenpunkten. Die Innenseite der Vorderschiene ist nicht gerandet. Die Mittelschiene hat auf der Außenseite zwei starke Zähne in Tarsennähe (Pfeilspitzen in Abb. 7B). Die  Hinterschienen sind außen mit sehr langen, rostroten Haaren besetzt (Abb. 7C). Die Tarsen sind wie bei allen Laufkäfern sämtlich fünfgliedrig.

## Larve
Die Larve wird im letzten Stadium 35 Millimeter lang bei einer Breite von vier bis fünf Millimetern. Der schmale Körper ist leicht abgeflacht und fast parallel, der Vorderkörper nur wenig breiter als der Hinterkörper. Kopf und Vorderbrust sind dunkel rotkupfrig glänzend, nach hinten verblasst die Farbe der Körperabschnitte zunehmend zu hellbraun.
Der vier Millimeter lange Kopf ist fast viereckig, nur wenig breiter als lang und breiter als der  gesamte übrige Körper. Unterseits ist er konkav. An den Seiten ist er von den Oberkiefern ausgehend kurz gekielt. Einzelaugen fehlen, an ihrer Stelle befinden sich Haarbüschel. Die viergliedrigen Fühler sind 4,5 Millimeter lang. Das Basisglied ist kurz und zylindrisch, das folgende eineinhalb mal so lang und nach innen gekrümmt, das dritte halb so lang wie das zweite, an der Basis schmal und zur Spitze hauptsächlich nach außen erweitert, und das Endglied kurz und schmal, an der Spitze verbreitert und mit drei blonden Haaren besetzt. Die mächtigen Oberkiefer sind mit 4,5 Millimetern Länge länger als der Kopf. Sie sind wenig gebogen, enden sehr spitz und tragen auf der Innenseite auf halber Länge einen Zahn. Die Unterkiefer sind etwas über drei Millimeter, mit den Kiefertastern vier Millimeter lang, zweilappig, fleischig und behaart. Sie tragen jeweils zwei Kiefertaster. Der äußere ist viergliedrig, das zweite Glied doppelt so lang wie das erste, das dritte ebensolang wie das erste und das vierte sehr klein. Die inneren Kiefertaster sind zweigliedrig, die Glieder etwa gleich, die Spitze leicht nach innen gekrümmt. Die Unterlippe ist fast quadratisch, an der Basis etwas eingeschnürt. Die Lippentaster sind zweigliedrig, das erste Glied etwas kürzer als das zweite, dieses endet zugespitzt.
Die Brustabschnitte sind nur schwach chitiniert. Der erste Brustabschnitt ist 4,75 Millimeter lang und erreicht in der vorderen Hälfte mit fünf Millimetern seine größte Breite. Nach hinten verschmälert er sich abrupt auf gut 3,5 Millimeter, die gleiche Breite wie am Vorderrand. Mittel- und Hinterbrust sind beide etwa 2,5 Millimeter lang, die Mittelbrust wenig breiter als die Hinterbrust. Die Beine sind sehr kräftig, verbreitern sich an der Spitze und enden jeweils mit zwei spitzen Klauen, die seitlich innen zwei Reihen kurzer abstehender Borsten tragen.
Der Hinterleib ist zehngliedrig und häutig. Vom ersten bis zum 7. Segment verlängern sich die Segmente wenig, danach verkürzen sie sich wieder. Das neunte Segment ist sehr kurz, hinten abgeschnitten, auf den Seitenwülsten mit Büscheln heller Haare und mit vier Anhängen. Die beiden mittleren Anhänge sind etwa drei Millimeter lang, tragen auf der Mitte kleine Höcker und sind dahinter abgeschnürt, um sich am Ende wieder zu erweitern. Auf der Außenseite sind sie kurz und hell behaart. Das zehnte Segment (Analsegment) ist zum Ende des Verdauungstraktes umgebildet.
Die Larve lebt unterirdisch und ernährt sich räuberisch.

## Biologie

### Biotop und Phänologie
Die Käfer leben ausschließlich an sandigen Küsten im Dünengürtel und teilweise in kultivierten Böden hinter den Dünen. Als Extrem gilt ein Fund in einem Weinberg fünf Kilometer vom Strand entfernt. Man findet die Käfer in Marokko von Ende Februar bis Anfang Oktober, aus Sizilien wird er von April bis Oktober gemeldet. Bei einer quantitativen Erhebung mit Fallen in einer Bucht der südlichen Adria wurde das Erscheinen des Käfers ab März festgestellt mit einem deutlichen Maximum der Häufigkeit im Mai sechs Meter hinter der Dünenbasis. Eine Differenzierung der Fänge in Fallen bezüglich der Tageszeit ergab in Italien zwei Aktivitätsmaxima, nämlich abends zwischen 20 und 23 Uhr und morgens zwischen 2 und 5 Uhr.

### Grabverhalten
Die Käfer sind nachtaktiv, nur ausnahmsweise kann man sie in der Dämmerung sehen. Tagsüber verbergen sie sich in selbstgegrabenen Gängen, die gewöhnlich lang und tief sind, aber auch unter Steinen oder Holzstücken durchführen, sodass der Käfer dort „aufgedeckt“ werden kann. Beim Anlegen der Gänge benutzt der Käfer eine ungewöhnliche Technik. Er drückt nicht, wie bei grabenden Insekten üblich, mit den Vorderschienen das Material zur Seite und nach hinten. Die Vorderschienen werden vielmehr an den Kopf angelegt und bilden zusammen mit diesem eine große „Schaufel“. Indem der Käfer sich rückwärts aus der Höhle bewegt, wird das auf dieser Schaufel liegende Material nach außen gebracht. Der Körperbau ist dieser Transportart angepasst.

### Totstellreflex
Die Käfer zeigen einen stark ausgeprägten Totstellreflex, der bis zu einer Stunde dauern kann. Der Käfer nimmt dabei eine feste Stellung ein mit angezogenen Beinen und ausgestreckten Fühlern, die Oberkiefer geöffnet. Das Ende der Schreckstarre beginnt damit, dass die Tarsen zu zittern beginnen.

### Kampfverhalten
Die Männchen attackieren sich häufig. Während dieser Attacken wird festgelegt, welches der Männchen dominant ist. Dabei können zwei  Männchen sich mehrfach an den Mandibeln, zwischen Kopf und Halsschild oder zwischen Halsschild und Metanotum ergreifen, bis zu über 40 Sekunden festhalten oder auch kopfüber oder kopfunter hochheben. Pro beobachtetem Kampf erfolgten durchschnittlich achtzehn bis neunzehn Attacken. Die häufigste Attacke bestand darin, dass das dominante Männchen das subdominante zwischen Kopf und Halsschild packte und anhob. Das subdominante Männchen kann sich zur Verteidigung an einer Mandibel oder einem Bein des Angreifers festhalten und wird von diesem zur Seite gekippt, ohne sich zu wehren. Dieses Verhalten wurde während 35 beobachteter Kämpfe bis zu 12 Mal registriert. Das unterlegene Männchen wird nicht verletzt und flieht bei Kampfende. In aller Regel erweist sich das größere Männchen als dominant. Da während des Kampfes die Männchen häufig mit den Fühlern kommunizieren, wird vermutet, dass dabei aggressionshemmende Substanzen übertragen werden.

### Ernährung
Die Käfer leben räuberisch. Da einerseits die Augen klein sind, andrerseits sich an den Kiefer- und Lippentaster zahlreiche Sinneszellen befinden, die als basiconica (chemisch), campaniformia (mechanisch) oder digitiformia eingeordnet werden, nimmt man an, dass zum Auffinden der Beute hauptsächlich olfaktorische und taktile Reize verwendet werden. Bereits Fabre bezeichnet den Käfer als Nimrod des Litorals. Er berichtet, dass der Käfer der Beute in seinem Gang auflauert, dessen Eingang er in einen Trichter umgewandelt hat und in dem nach einer Schräge eine Kammer angelegt wurde. Kommt eine Beute vorbei, stürzt der Käfer heraus, packt sie und zieht sie rückwärts bis in die Kammer. Er verschließt danach den Eingang, um die Beutetiere ungestört verzehren zu können. Die Trichterform des Eingangs ermöglicht es auch große Beutetiere zu überwältigen.  Es sind jedoch auch andere Jagdmethoden möglich. Jedenfalls ist der Käfer vom Körperbau her nicht auf Verfolgungsjagden spezialisiert. Der Käfer ergreift die Beute mit den Oberkiefern und kann sie damit auch zerdrücken. Danach wird ein Verdauungssaft auf die Beute erbrochen, der die Nahrung verflüssigt (siehe auch Taxobild). Die verflüssigte Nahrung wird aufgesogen, wozu Muskulatur mit der Wirkung einer Pumpe ausgebildet ist. Als Beutetiere dienen häufig die Raupen des Nachtschmetterlings Brithys crini und Grillen. Der Käfer wurde jedoch auch beobachtet, wie er eine junge Kröte verspeiste. Nach Fabre frisst der Käfer auch Käfer der Gattung Pimelia, Maikäfer, Rosenkäfer sowie größere Beute wie Singzikaden oder Walker. Bei einem Laborversuch wurden die Tiere mit Mittelmeer-Sandschnecken gefüttert.

### Fressfeinde
Der Käfer und seine Larven dienen ihrerseits mehreren Tieren als Nahrung. Teile des Käfers wurden häufig in Speiballen des Raubwürgers gefunden. Sie werden ebenfalls als Beutetier des Kuhreihers gemeldet. Bei einer Untersuchung zur Ausbreitung des Rotfuchses wurde festgestellt, dass in dessen Kot im Oktober besonders häufig Reste des Käfers gefunden wurden. Die Larve des Käfers stellt eine wichtige Nahrungsquelle für den Schwarzkäfer Pimelia bipunctata dar.

## Verbreitung
Die Art ist um das Mittelmeer und auf dessen Inseln weit verbreitet, fehlt aber im östlichen Mittelmeer weitgehend. Bei Fauna Europaea werden die Länder Spanien, Frankreich, Italien, Albanien und Griechenland aufgeführt, sowie an Inseln die Kanaren, die Balearen, Korsika, Sardinien und Sizilien, Malta, Kreta und Zypern. Außerdem ist die Art aus einigen Ländern Nordafrikas bekannt.

## Nutzung in der traditionellen Medizin
Die Mandibeln der Käfer wurden in der traditionellen Medizin von Algerien zum Klammern von Schnittwunden benutzt. Dabei wird der Käfer so vor die zusammengepresste Wunde positioniert, dass er in einem Verteidigungsversuch seine Oberkiefer gleichzeitig auf beiden Seiten der Wunde in das Fleisch einschlägt. Dann wird durch eine schnelle Drehung Brust und Hinterleib des Käfers vom Kopf abgetrennt, worauf der Kopf mit den Mandibeln als Klammer an der Wunde verbleibt. Nach diesem Verfahren können auch je nach Größe der Wunde mehrere „Klammern“ gesetzt werden. Die Klammerung bleibt nach dem Abtrennen so stark, dass man die Kiefer zerbrechen muss, um die Klammerung zu beenden.